# Tervia irregularis
Tervia irregularis is een mosdiertjessoort uit de familie van de Terviidae. De wetenschappelijke naam van de soort is voor het eerst geldig gepubliceerd in 1844 door Meneghini.